# En Corts
En Corts es un barrio de la ciudad de Valencia (España), perteneciente al distrito de Quatre Carreres. Se encuentra al sureste de la ciudad y limita al norte con Ruzafa, al este con Monteolivete, al sur con Na Rovella y al oeste con Malilla. Su población en 2022 era de 12.028  habitantes.

## Historia
Se sabe que en 1424 existía al sur de Ruzafa una fuente que pertenecía al caballero Francisco Corts, gobernador civil del Reino de Valencia, por lo que dicha fuente era denominada «Font d'En Corts» (en español Fuente de don Corts). Ya desde entonces se le atribuían a sus aguas diversas propiedades, tanto al beberlas como al bañarse en ellas, hasta el punto de que, según Orellana, no era raro que los velluteros (artesanos de la seda) acudieran a dicha fuente para curarse los callos de las manos. Dicha fuente daba nombre, además, a la Carrera de En Corts, que es una de las cuatro que dan nombre al distrito de Quatre Carreres y que se dirigía desde Ruzafa hacia La Punta y Pinedo. En 1877 En Corts, junto con todo el territorio del antiguo municipio de Ruzafa, pasó a formar parte del término municipal de Valencia. Ya desde la década de 1960 comenzó a urbanizarse esta zona, y en la actualidad el barrio está totalmente integrado en la trama urbana de la ciudad de Valencia y no queda constancia de la fuente que le dio su topónimo más que en el nombre de algunas vías.